# Вилькен, Фридрих
Фридрих Вилькен (нем. Friedrich Wilken; 23 мая 1777, Ратцебург — 24 декабря 1840, Берлин) — немецкий историк, профессор в Гейдельберге и Берлине. Член-корреспондент c 22 декабря 1837 — Отделение исторических, Филологических и Политических наук. Германия.
Из его ученых трудов, посвященных большей частью персидскому языку — для изучения которого он издал в 1805 году первую грамматику и хрестоматию, — а также истории Востока, главнейший: «Geschichte der Kreuzzüge nach morgenländ. und abendländ. Berichten» (Лейпциг, 1807—32). Достоинство этого труда состоит в том, что он впервые основывается на восточных источниках; но вместе с тем он недостаточно критически разграничивает предание от исторических фактов.

## Биография
Фридрих Вилькен родился старшим ребёнком Кристиана Эриха и Софи Вилькен в Ратцебурге. Его отец приехал в город в качестве камердинера у ганноверского ланддроста Фридриха фон Кильманнсегга, где он работал разносчиком в канцелярии. Кильманнсегг и стал крёстным Фридриха.
Семья Вилькена была бедной, поэтому он мог учиться только в соборной школе своего родного города в качестве бесплатного ученика благодаря стипендии. На Пасху 1795 года Фридрих начал изучать теологию и историю в Геттингском университете. Ему посчастливилось встретить там несколько выдающихся профессоров, которые, видя талант и стремление студента, поддерживали его финансово. Также в это время Вилькен посетил филологический семинар классика Христиана Готлиба Гейне, лекции историка и юриста Августа Людвига фон Шлецера и Людвига Тимофея Шпиттлера, познакомился с востоковедом Иоганном Готфридом Эйхгорном.
Фридрих обеспечивал себе продолжение учебы, занимая разные должности и работая в университетском секторе. На конкурсный вопрос о времени крестовых походов в 1798 году он предоставил трактат «Commentatio de bellorum cruciatorum ex Abulfedae Historia», за который получил награду и благодаря которому произвел впечатление на французского востоковеда Антуана-Исаака Сильвестра де Саси. Уже в это время он работал над обширной историей крестовых походов, основанной на восточных и западных источниках, что было смелым шагом, поскольку культура Востока была новинкой для европейцев. В 1800 году он занял должность теолога, а также помогал в управлении библиотекой. В 1803 году был персональным руководителем по обучению потомственного графа Георга Шаумбург-Липпе, которого сопровождал во время учебной поездки в Лейпциг и в образовательных поездках на юг Германии. В том же году получил докторскую степень.
В 1805 году он был сначала адъюнкт-профессором, затем, с 1807 года, полным профессором истории в Гейдельберге, где проработал вплоть до 1817 года. С 1807 по 1817 год он продолжал работу в библиотеке Гейдельбергского университета, в 1808 году стал ее директором. В этой роли он предпринял реструктуризацию библиотеки, книжные фонды которой сильно пострадали в результате ограбления. Также он позаботился о том, чтобы архивные ресурсы монастырей Gengenbach, Schwarzach, Ettenheimmünster и Allerheiligen, которые были переданы на аутсорсинг в ходе секуляризации, были переданы университетской библиотеке. Как руководитель книгохранилища, он добился того, чтобы некоторые книги из Палатинской библиотеки были подарены Папе Римскому курфюрстом Максимилианом Баварским в 1623 году. Эти книги были доставлены из Рима в Париж во время наполеоновских войн. В 1816 году Вилькен привез в Гейдельберг 38 рукописей из Парижа и 852 преимущественно немецкие рукописи из дворцовой библиотеки в Риме, включая «Гармонию Евангелия», произведение немецкого монаха и поэта Отфрида фон Вейсенбурга.
С 1817 года Вилькен был профессором истории и востоковедения в Университете Фридриха Вильгельма в Берлине, где он был одним из первых историков вместе с Кристианом Фридрихом Рюсом, которые учредили упражнения и семинары в качестве формы обучения. Как правило, студенты изучали методы источниковедческой критики и принимали активное участие в разработке урока посредством собственных лекций и тому подобного. В то же время Фридрих работал главным библиографом Королевской библиотеки. В 1812 году был избран членом-корреспондентом Прусской академии наук, с 1819 г. — действительным членом. Был ректором Берлинского университета в 1821/22 гг. С 1831 года возглавлял недавно основанную университетскую библиотеку, которая через 20 лет остро стала необходима институту. В 1837 году стал членом-корреспондентом РАН в Санкт-Петербурге.
Но через некоторое время его творческие способности были ослаблены нервным заболеванием, которое сопровождалось фазами психического расстройства и, в конечном итоге, привело к смерти. Его имущество было передано Берлинской государственной библиотеке в 1892 году.
Вилькен написал, среди прочего, труды по арабской и персидской истории. В 1805 г. появились его грамматика и хрестоматия персидского языка. Самая важная Фридриховская работа — это состоящая из семи частей, 4885 страниц и двух складных карт, всеобъемлющая история крестовых походов по восточным и западным отчетам (1807—1832 гг.). Среди немецких историков Вилькен был первым, кто использовал документы на арабском языке в историографии крестовых походов, перевел и перепечатал их полностью или частично в своих трудах. Благодаря богатому исходному материалу его работы оставались полезной опорой в исследованиях крестовых походов, хотя в значительной степени их интерпретировали современные историки. Его «Справочник по истории Германии», первая часть которого вышла в 1810 году, так и остался незавершенным. Фридрих также был активным членом высшего цензурного совета Пруссии.
Фридрих Вилькен умер в канун Рождества в возрасте 63 лет в Берлине. Похоронен на кладбище приходов Дорофеенштедтише и Фридрихсвердер на улице Шоссе. Могила не сохранилась.